# Yume Nikki
Yume Nikki (ゆめにっき?  lit. Diario de Sueños) es un videojuego del tipo indie y homebrew, perteneciente al género de aventura surrealista, creado en junio de 2004 por los desarrolladores japoneses Kikiyama. El juego fue producido en conjunto con RPG Maker 2003, pero solo posee escasos elementos de un videojuego RPG tradicional. La versión más actual del juego es la 0.10a, la cual se encuentra disponible desde el 10 de enero de 2018.
Los jugadores deben explorar los sueños de Madotsuki (窓付き?  lit. Ventana), la protagonista del juego quien es generalmente identificada como una hikikomori, debido a que se niega a salir de su habitación. Viajando a través de sus sueños, el jugador se encuentra con mundos que poseen ambientes extraños, abstractos y surrealistas, con escenas que pueden ir desde lo inquietante hasta lo grotesco, como ser tragado por una gran criatura roja en unas alcantarillas, encontrarse a una chica que aleatoriamente en 1 de 64 oportunidades se puede convertir en un personaje de cabeza y sin cuerpo o ante determinada interacción hallar una imagen rotativa a pantalla completa de una niña con cinco brazos, entre muchos otros ejemplos.
El juego carece de una base argumental y diálogos por lo que la historia no es del todo clara, haciendo que muchos significados queden libres a la interpretación de cada jugador. Esto ha ocasionado que los fanáticos y adeptos al juego intenten formular distintas teorías en las cuales tratan de explicar el sentido de cada parte del juego.
Con la creciente popularidad del videojuego se ha lanzado una amplia campaña de merchandising basada en el mundo del juego que incluye desde álbumes musicales con remezclas de la banda sonora original, novelas ligeras y una adaptación al manga licenciada oficialmente por Kikiyama.

## Entorno y jugabilidad
Los jugadores comienzan el juego encontrándose en el apartamento de Madotsuki. La habitación de Madotsuki tiene una puerta que supuestamente le permitiría salir al exterior junto con un acceso hacia un balcón que solo permite ver el frente expuesto de su vivienda y parte del cielo. Si se trata de pasar por la puerta de entrada al apartamento, Madotsuki responde simplemente negando con la cabeza. Debido a este comportamiento la protagonista ha sido generalmente identificada con una hikikomori. Sus únicos medios de entretenimiento son un televisor, el cual no posee señal y solo muestra una carta de ajuste cuando se lo enciende, y una consola de videojuegos estilo Famicom con un único juego llamado "Nasu" (ナス?  lit. Berenjena). Dentro del cuarto se encuentra un escritorio con un diario en donde el jugador puede guardar los datos de su progreso conforme avanza el juego.
Cuando Madotsuki se acuesta en su cama y comienza a soñar, el jugador podrá ingresar y explorar el universo de sus sueños, el cual se asemeja a la misma habitación en la que Madotsuki duerme pero con algunas pequeñas diferencias. En este mundo de los sueños el jugador es capaz de salir de la habitación, lo que conduce a una zona de 12 puertas conocida como "El Nexo" en donde cada una le permite acceder a un mundo diferente para explorar. Estos 12 mundos a su vez se conectan a una serie de submundos, formando así un área sumamente extensa donde el jugador puede llegar a perderse.
El entorno de cada mundo tiene un estilo abstracto o surrealista propio que los diferencia entre sí junto con sus elementos naturales y artificiales (incluyendo a los NPCs que los habitan), como el mundo del bosque, el colorido laberinto de neón, el mundo de los números, o un mundo lleno de partes corporales mutiladas son algunos ejemplos que demuestran el sentido extraño del juego.
El objetivo es que el jugador recorra los distintos mundos de los sueños para obtener 24 objetos conocidos como efectos. Los efectos se encuentran en distintas áreas y permiten que la protagonista adquiera diversos elementos que le permiten interactuar con el entorno y los NPCs o transformarse adquiriendo nuevas cualidades. Ciertos objetos y NPCs presentes en el entorno pueden reaccionar con distintos comportamientos ante determinados efectos, pero muchos otros también pueden no proporcionar respuesta.
Muchos de los lugares presentes en el juego no sirven para obtener efectos y parecen ser incluidos para ofrecer más incógnitas sobre los significados de los sueños de Madotsuki, dificultar la búsqueda de los efectos o simplemente por estética.
El jugador puede elegir despertar de un sueño en cualquier momento, haciendo que Madotsuki pellizque su mejilla y despierte. Este comportamiento permite que el jugador tenga una manera de salir del mundo de los sueños en todo momento.
Además de la recolección de efectos, el juego también proporciona subir puntos de vida, nivel y dinero (¥), los cuales se pueden ganar matando NPCs con el efecto cuchillo (en una oportunidad aleatoria de 1 entre 8 en la mayoría de los casos) y comprando bebidas de las máquinas expendedoras del juego, las cuales aportan puntos de salud. Pero estos puntos en realidad no resultan útiles en el juego ya que ninguna criatura puede provocarle daños físicos a Madotsuki, por lo tanto muchos fanes consideran que esta característica se incluyó tal vez como una incógnita, un homenaje a los juegos tradicionales, para remarcar la naturaleza de Yume Nikki como juego RPG o porque la posibilidad en RPG Maker 2003 de editar las opciones de puntaje en los menús de los juegos realizados no apareció hasta las versiones posteriores del mismo, haciendo que Kikiyama se viera obligado a conservar estas funciones pese a que no tengan ningún efecto sobre la jugabilidad.
Pese a que no hay enemigos reales con los cuales Madotsuki pueda luchar o morir en el universo de los sueños, en algunos sectores sí existen enemigos en forma de NPCs llamados Toriningen (鸟人间?  lit. Humanos pájaro) los cuales tienen la figura de mujeres con nariz en forma de pico y que no reaccionan de manera agresiva salvo cuando tienen los ojos enloquecidos, lo que hace que persigan a Madotsuki hasta atraparla, produciendo que ella se teletransporte a un área ineludible como los sectores sin salida ubicados en el gran laberinto del submundo del Infierno, obligando así al jugador a despertar a la protagonista y volver al mundo real o utilizar el efecto medamaude para regresar al nexo.
Es normal que diversas partes del juego establezcan sucesos de manera aleatoria. El evento aleatorio más extraño es el de la aparición del NPC Takofuusen (たこ風船?  lit. Globo-pulpo) en el submundo del desierto blanco, para lo cual existe solo una posibilidad entre 3600 de poder visualizarlo.

### Personajes
Aunque ya se ha licenciado un manga y una novela ligera con el patrocinio oficial de Kikiyama, aún no se ha brindado información específica sobre el origen y significado de los personajes del juego, por lo que muchos de los datos que se saben acerca de estos son especulativos, presumiéndose en gran medida a partir de la apariencia o comportamiento de los mismos.
- Madotsuki (窓付き?  lit. Ventana): Es la protagonista del juego. Se trata de una chica de entre 9 y 14 años; aunque se especula que pueda ser mayor de 16, ya que vive sola. Esto, sumado al hecho de que no quiera salir de su habitación, hace que sea identificada con una hikikomori.[nota 7]
- Poniko (ポニ子?  lit. Chica cola de caballo): Es una chica que aparece en el mundo de los sueños de Madotsuki, concretamente en el submundo pastel dentro de una casa sobre el mar rosa. Hay diversas teorías relacionadas con este personaje.[nota 8] Las principales argumentan que es otra hikikomori (por vivir sola junto con su acción de ignorar a Madotsuki y sus efectos) y que posiblemente tenga alguna relación con su madre por la situación que presenta su alter ego "Uboa" en el capítulo 5 del manga.[12]
- Uboa (ウボァ?): Su aparición es posible una de cada 64 veces que se ingresa a la habitación de Poniko y se apaga el interruptor de la luz, o mientras se esperan 5 segundos antes de prender y apagar. Si Madotsuki lo toca, este la enviará hacia un mundo parecido al desierto blanco (donde el rostro de Uboa aparece desfigurado mientras en el fondo se observa a un extraño monstruo que sangra), del cual el jugador solo podrá salir despertando a la protagonista o utilizando el efecto medamaude para regresar al nexo.[nota 9] Por el manga se sabe que se trata del alter ego de Poniko, y que fue apresado intencionalmente por Seccom Masada-sensei siguiendo órdenes de Marte-san,[13] mientras que al momento que le pega a Madotsuki, ella le dice mamá.[14]
- Monoko (モノ子?  lit. Chica monocromática): Es uno de los personajes más populares del juego. Se puede encontrar siempre en uno de los túneles del Desierto Blanco. Si se emplea el efecto semáforo cerca de ella, se transforma saliéndole dos brazos más a cada lado y otro encima de la cabeza, donde además cambia su rostro y le sale una especie de agujero en el estómago. Si se camina hacía ella, aparece un breve evento a pantalla completa con una imagen rotativa donde se la puede observar más detalladamente mientras suena una música similar a Kalimba (evento del televisor).[15] Existen muchas teorías acerca de ella, entre las más aceptadas se encuentra la posibilidad de que sea la hermana menor de Monoe.[nota 10] En el manga es descrita como "la chica que perdió su identidad".[16]
- Monoe (モノ江?  derivado de monochrome): Se trata (junto con Monoko y Takofuusen) de uno de los eventos del Desierto Blanco, y se encuentra en uno de los túneles solo accesibles después de apuñalar a Dave Spector. Se la puede hallar después de explorar un rato el área del túnel izquierdo. Interactuar con ella hace que aparezca un breve evento donde se ve su cara a pantalla completa con una mirada penetrante. Se cree que es la hermana mayor de Monoko.[nota 11] En el manga es descrita como "la chica que perdió sus principios".[16]
- KyuuKyuu-kun (キュッキュ君?): Su nombre deriva de la onomatopeya japonesa del sonido de un roce y es un personaje que se puede encontrar acariciando una barandilla al pasar por una puerta en el mundo de los números. Muchos fanes lo asemejan a un condón o consolador colorido debido a su forma y el rozamiento que hace. Suele acelerarse si se utiliza el efecto cuchillo.[nota 12]
- Masada-sensei, conocido como Sentimental Komuro Michael Sakamoto Dada-sensei (センチメンタル 小室 マイケル 坂本 ダダ 先生?) o simplemente "Seccom Masada-sensei": Es un personaje que se encuentra en la Nave Espacial junto a un piano. Su nombre proviene de una combinación de "Sentimental" junto con los nombres de las celebridades Komuro Tetsuya, Michael Jackson, Sakamoto Ryuuichi, y Dada.[nota 13] Cada uno de ellos simboliza una cualidad presente en el personaje. Por ejemplo su nombre Michael proviene de que pueda caminar hacia atrás asemejándose al MoonWalk de Michael Jackson, y sus nombres Komuro y Sakamoto del parecido físico del personaje con dichos músicos japoneses.[17] Aparentemente es el piloto de la nave espacial monocromática. Cuando Madotsuki interactúa con él emite un ruido de trino similar al que hace Mario en Super Mario Bros al perder una vida, y puede tornarse en un chirrido que asemeja pánico cuando sucede el evento aleatorio en que la nave espacial cae sobre Marte al momento en que Madotsuki se acuesta en la cama de la nave.[17] Se han generado muchas teorías formuladas por fanes, pero gracias al lanzamiento del manga oficial se sabe que tiene un papel determinante en el universo de los sueños de Madotsuki al momento que procura protegerla mientras interviene en los problemas que surgen en la historia siguiendo supuestas órdenes de Marte-san.[18]
- Takofuusen (たこ風船?  lit. Globo-pulpo): Se trata de un evento que ocurre en el submundo del desierto blanco. Su probabilidad de aparecer es de 1 entre 3600 posibilidades, lo que constituye el evento aleatorio con menos probabilidades de ser visto en todo el juego. A diferencia de Uboa o Monoko no se puede interactuar con él, ya que simplemente pasa flotando por la pantalla con un efecto de sonido extraño. Muchos fanes lo suelen relacionar con el síndrome de TRAP (una deformidad que puede suceder en los fetos antes de nacer).[nota 6][19]
- Mafurako (マフラー子?  lit. Chica silenciosa): También conocida como "Chica del gorro y la bufanda", es un personaje de aspecto invisible que se encuentra en el mundo de los bloques y solo se la reconoce por su gorro y su bufanda. Si se emplea el efecto semáforo se podrá ver su cuerpo, revelando que es una chica. Si se interactúa con ella existe una posibilidad entre 5 de que Madotsuki sea enviada a una zona inaccesible en el mismo mundo de los bloques, junto con la probabilidad de ser también enviada a una puerta que conduce al submundo del desierto blanco. Si se interactúa utilizando el efecto de muñeco de nieve, Mafurako permanecerá al lado de Madotsuki cuando la teletransporte tanto de ida como de vuelta.[nota 14] En el manga es descrita como "la chica que perdió su casa".[16]
- Shitai-san (死体さん?  lit. Señor cadáver): Es una especie de zombi que se encuentra en la carretera principal del submundo del bosque denso rodeado por conos de tráfico en medio de un charco de sangre. Se evidencia que murió por un accidente de tráfico y se presume que puede ser un muerto vivo debido a que reacciona ante el efecto de gato, aunque no se lo puede matar con el efecto cuchillo. Si Madotsuki interactúa con el le permite adquirir el efecto semáforo.[nota 15] Dicho personaje aparece en el manga con la apariencia de un cadáver inerte en descomposición.[20]
- Kamakurako (かまくら子?  lit. Niña del iglú): Es una chica que duerme dentro de un iglú en el mundo nevado sin manera de despertar. Solo reacciona con un leve temblor cuando se usa el efecto gato.[nota 16] En el manga es descrita como "la chica que perdió su mañana".[16]
- Toriningen (鳥人間?  lit. Humanos-pájaro): Se tratan de un grupo personajes de aspecto femenino con nariz larga y puntiaguda, lo que hace parecer que tuvieran pico (de allí su nombre) que se encuentran en distintos mundos y submundos dentro de los sueños. Las hay de dos tipos: las normales (que no hacen daño a Madotsuki), y las lunáticas (reconocibles porque tienen los ojos púrpuras y la lengua saliéndole por la boca). Las toriningen en estado lunático tienden a perseguir a Madotsuki hasta atraparla, haciendo que ella se teletransporte a áreas sin salida, generalmente ubicadas en el submundo del Infierno, obligando al jugador a despertar a la protagonista o utilizar el efecto medamaude. Las toriningen lunáticas pueden ser evitadas con el efecto Pañuelo triangular lo cual vuelve a Madotsuki invisible. Usar el efecto cuchillo para puñalar a una toriningen normal hace que se vuelva lunática, y no sirve apuñalarlas varias veces ya que son imposibles de matar.[nota 5] En el manga suelen aparecer con las mismas características del juego, reconociendo que su función es enviar a quien tocan hacia el submundo del Infierno.[21]
- Dave Spector: Es un personaje que se encuentra en el desierto blanco. Él y Masada-sensei son los únicos personajes en el juego que caminan hacia atrás.[22] Matarlo luego de ingresar al túnel superior otorgará acceso al área de Monoe o al área del incendio de fuego blanco con los pedazos de cuerpos desmembrados y cabezas que vuelan (dependiendo por qué lado del túnel se ingrese)[nota 17]
- Pirori: Son un tipo de NPC que habitan diversos lugares en el mundo de los sueños de Madotsuki. Son humanoides que aunque tienen brazos y piernas, carecen de rostro teniendo en su lugar un punto o agujero. Al interactuar con algunos de ellos, Madotsuki puede teletransportarse a distintos submundos. Se presume que son habitantes de los Barracones en el submundo del Desierto que se han expandido, ya que allí es donde más se concentran.[nota 18]
- Mars-san: Es un personaje también conocido como "Marte-san" o "El Marciano", que se encuentra en el subsuelo de Marte. Es una criatura de gran altura, con un solo gran ojo y un solo pie. Se lo ve llorando cerca de lo que parece ser una locomotora que se estrelló. Interactuar con él hace que produzca un sonido de remordimiento (bemol - mi bemol - fá mayor) junto con un pequeño oscurecimiento de la pantalla. Si es apuñalado con el efecto cuchillo se produce una herida en su pie y su ojo cambia de color rojo a verde. Si se lo vuelve a apuñalar su ojo volverá a ser rojo.[nota 19] En el manga adquiere un papel predominante al ser quien monitorea el mundo de los sueños además de quien brinda órdenes directas a Seccom Masada-sensei. Su vocabulario técnico o robótico lo vincula a un posible sistema de seguridad.[23][24]
- Tokuto-kun: Es un NPC que se encuentra en una habitación en el sector lateral derecho del Centro Comercial. Es conocido por su forma extraña y por su reacción de expulsar un líquido rojo de su cabeza cuando Madotsuki intenta interactuar con él.[25] Se cree que este líquido rojo podría ser sangre ya que mientras lo expulsa emite un sonido semejante a latidos de corazón, además de que también podría tener un significado sexual ya que si Madotsuki utiliza el efecto gato, este se acelera. Esto también se relaciona con el hecho de que en la habitación de Tokuto aparece un cartel de texto ilegible con lo que parecería ser un huevo siendo fertilizado por espermatozoides, además de una gran piscina de líquido rojo en el suelo que parecería ser una acumulación de la misma sustancia que Tokuto produce desde la cavidad de su cabeza.[nota 20] Tokuto-kun tiene un gran parecido con la figura principal de la pintura surrealista de Salvador Dalí "Aparato y mano" de 1927.[26]
- Manhole-sama: Es una figura con la cual no es posible interactuar y que aparece sobre el fondo de un subsuelo entre un acceso de alcantarilla sobre la carretera del sector B del Bosque Denso y el Desierto Blanco. Tiene tres ojos y suele cambiar de apariencia dependiendo de cuántas veces Madotsuki ha transitado el Camino Infinito (con las figuras similares a úteros) en el sector A del Bosque Denso.[nota 21]
- Onsen-san: Es un NPC que se puede encontrar en la denominada "Hot Spring House" (Casa de la primavera caliente) en el submundo del Desierto. Su aspecto sólo se puede ver utilizando el efecto de lámpara debido a la oscuridad de la casa. Él está sentado al lado de una piscina con apariencia de aguas termales, y cuenta con una protuberancia en forma de tubería que sale de su cabeza y por la cual absorbe el agua de la piscina.[27] Si Madotsuki lo apuñala con el efecto cuchillo, su cabeza cambiará de color rojo a azul.[nota 22]
- Hombres lagarto: También conocidos como "Lizardman" u "Hombres de los números" son pequeñas criaturas en gráficos de 8 bits que viven en el submundo Famicom (FC World) en los sectores A y B. Cuando Madotsuki interactúa con ellos, responden con un número aleatorio.[nota 23]
- Steve Leif Kareha: Tiene este nombre debido a la persona que lo vio por primera vez. Se trata de una criatura que se puede ver en raras ocasiones nadar de derecha a izquierda por el río que está al sur del Mundo de los números. Parece una fusión entre un caracol de agua y una mariposa. Si no se ve, se puede intentar atraer usando el efecto Gato, aunque puede llevar unos minutos. También tiene una curiosa reacción al efecto Semáforo.
- Face: Este siniestro monstruo aparece aleatoriamente tras apuñalar una cremallera específica en el Mundo de los números, al final del pasillo donde está Kyu-kyuu-kun. Parece algún tipo de cara o máscara que cambia de color rápidamente, y puede llegar a resultar aterrador. Es uno de los pocos eventos que fuerzan a Madotsuki a despertar, como si se tratase de una pesadilla. Es de interés notar que la puerta que conduce a él es la misma que la del cuarto de Madotsuki, lo que hace pensar a algunos fanes que Madotsuki se niega a abrir la puerta de su cuarto por miedo a encontrarse algo como Face.

También existen otros NPCs como las criaturas del mundo Neón, las Brujas Nopperabou, los Henkei Shita, los Kurage o Medusa, los Namekuji, los pasajeros del vagón de tren, los Goblins, los Goopa, los Warpo, etc. los cuales no ofrecen interacciones o significados determinantes, salvo por los Kurage o Medusa, quienes aparecen al final del juego.

## Lanzamiento y recepción
El lanzamiento público de la versión 0.00 del juego tuvo lugar el 26 de junio de 2004, como una vista previa en estado incompleto. Con cada nueva versión (0.01 a 0.09) se añadieron más características y se introdujo nuevo contenido progresivamente, junto con varias correcciones de errores. La última versión (0.10) ofreció solucionar errores en general, encontrándose disponible a partir del 1 de octubre de 2007. El 10 de enero de 2018, tras anuncios en las estaciones cerca de la Comiket en Japón de 2017, se publica la versión 0.10a para Steam. Junto a este lanzamiento, en la página oficial aparece una cuenta atrás que revelará "el próximo proyecto Yume Nikki" el 24 de enero de 2018.
Originalmente era un juego poco conocido que se fue haciendo popular en el foro japonés 2channel. El juego ganó muchos seguidores fuera de Japón después de que fuera lanzada una traducción no oficial en Inglés. Luego de alcanzar a ser objeto de culto en 2channel, la popularidad del juego creció rápidamente mediante una gran difusión viral entre los gamers japoneses. Yume Nikki fue clasificado en el top número 14 como uno de los programas más descargados en el año 2010 desde Vector, un popular sitio de descarga de japonés, de entre un total de aproximadamente 100.000 programas descargables que se enumeraron en los Premios Vector 2010. Esto significó un aumento significativo con respecto al año anterior donde sólo consiguió el puesto número 68. El juego también cuenta con un número significativo de seguidores entre los jugadores chinos en el sitio Baidu Tieba, y también entre los usuarios taiwaneses del foro de anime, manga y juegos Komica. También ha tenido gran difusión en el resto del mundo a través de comunidades de imageboards del tipo *chan.

### Críticas
El periodista independiente de videojuegos Lewis Denby dijo que es un juego "realmente molesto" y que "hay más a la existencia de Madotsuki que casi cualquier otro personaje de videojuego que jamás hayan conocido". Por otra parte el desarrollador de juegos independiente Derek Yu disfrutó del juego, comparando el tema visual con el juego EarthBound y afirmando que "la falta de diálogo o cualquier acción me llena de esa extraña sensación de temor". Jenni Lada de Gamertell le otorgó 85 puntos de 100 elogiando una única premisa: el estilo de arte diferente y el gameplay abstracto que evoca una "experiencia real del mundo de los sueños". Lada tomó nota de la geometría de las áreas del mundo de los sueños, lo que en el juego permite loops y habitaciones sin salida, y encontró que podría ser un juego "sinuoso y confuso". Aunque advirtió que no es un juego para todos los gustos debido a "las imágenes o gráficos oscuros", y encontró que el final puede ser decepcionante, concluyendo que Yume Nikki era un juego que vale la pena experimentar. John Jackson del sitio Kotaku elogió el juego a partir del entorno de ensueño etéreo y su mecánica de juego no lineal, indicando que "Fuera de todos los juegos sobre los sueños, este es el que probablemente más se acerca a uno real". Discutió las limitaciones del juego y el indefinible gran entorno de arquitectura que debe recorrer el jugador, junto con la importancia de las pequeñas acciones y eventos que se deben enfrentar.

## Otros medios
A principios de 2011 se lanza la primera mercancía oficial de Yume Nikki: una correa de goma para teléfono móvil con tres diseños opcionales de la figura de Madotsuki, la cual fue presentada en la línea minorista del sitio de merchandising Surpara Store. La línea de merchandising sería ampliada más adelante, incluyendo etiquetas, llaveros, pines, bolígrafos personalizados, cartucheras, útiles escolares, bolsos y camisetas, entre otras mercaderías con la marca oficial de Yume Nikki patrocinada por Kikiyama.
Un álbum de Vocaloid titulado Yumenikki no Tame no Walt (ゆめにっきのためのワルツ?) fue lanzado el 27 de abril de 2013 por el compositor Machigerita, como parte de la gama del "Proyecto Yumenikki" sobre merchandising licenciado oficialmente. Además se ha lanzado un álbum con dos discos oficiales que incluyen el soundtrack original del juego junto con diez arreglos creados por el grupo doujin INFINITY∞, siendo publicado en Japón por Glaive Music el 31 de agosto de 2014. También una versión de dos volúmenes de la banda sonora fue lanzada en iTunes y Amazon.com el 4 de junio de 2014 y el 3 de septiembre de 2014, respectivamente.
Una versión del minijuego Nasu fue lanzada como app para dispositivos iOS y Android en noviembre de 2013.

### Adaptación al Manga
Los sucesos del juego han sido adaptados a un manga y a una novela ligera a la vez.
El manga se titula con el mismo nombre del juego, habiendo sido escrito por Machigerita (Daisuke Kuchiki) con la aprobación de Kikiyama e ilustrado por Hitoshi Tomizawa, se serializó en la revista japonesa en línea Manga Life Win+ de la editorial Takeshobo, desde el 20 de mayo de 2013 hasta el 13 de marzo de 2014 con un total de 10 capítulos, que en realidad corresponderían a 9 ya que el último se encuentra dividido en 2 partes.
Mientras el manga era serializado, una novela ligera titulada Yume Nikki: Anata no Yume ni Watashi wa Inai (ゆめにっき —あなたの夢に私はいない—?  "Diario de los sueños: en tus sueños yo no estoy"), fue publicada el 28 de agosto de 2013 con una historia redactada por Akira (Atashira) e ilustraciones de Ako Arisaka. Se encuentra compuesta por un volumen de 30 capítulos.